# Ervin Marton
 (mars 2024).
La mise en forme du texte ne suit pas les recommandations de Wikipédia : il faut le « wikifier ».
Les points d'amélioration suivants sont les cas les plus fréquents. Le détail des points à revoir est peut-être précisé sur la page de discussion.
- Les titres sont pré-formatés par le logiciel. Ils ne sont ni en capitales, ni en gras.
- Le texte ne doit pas être écrit en capitales (les noms de famille non plus), ni en gras, ni en italique, ni en « petit »…
- Le gras n'est utilisé que pour surligner le titre de l'article dans l'introduction, une seule fois.
- L'italique est rarement utilisé : mots en langue étrangère, titres d'œuvres, noms de bateaux, etc.
- Les citations ne sont pas en italique mais en corps de texte normal. Elles sont entourées par des guillemets français : « et ».
- Les listes à puces sont à éviter, des paragraphes rédigés étant largement préférés. Les tableaux sont à réserver à la présentation de données structurées (résultats, etc.).
- Les appels de note de bas de page (petits chiffres en exposant, introduits par l'outil «  Source ») sont à placer entre la fin de phrase et le point final[comme ça].
- Les liens internes (vers d'autres articles de Wikipédia) sont à choisir avec parcimonie. Créez des liens vers des articles approfondissant le sujet. Les termes génériques sans rapport avec le sujet sont à éviter, ainsi que les répétitions de liens vers un même terme.
- Les liens externes sont à placer uniquement dans une section « Liens externes », à la fin de l'article. Ces liens sont à choisir avec parcimonie suivant les règles définies. Si un lien sert de source à l'article, son insertion dans le texte est à faire par les notes de bas de page.
- La présentation des références doit suivre les conventions bibliographiques. Il est recommandé d'utiliser les modèles {{Ouvrage}}, {{Chapitre}}, {{Article}}, {{Lien web}} et/ou {{Bibliographie}}. Le mode d'édition visuel peut mettre en forme automatiquement les références.
- Insérer une infobox (cadre d'informations à droite) n'est pas obligatoire pour parachever la mise en page.

Pour une aide détaillée, merci de consulter Aide:Wikification.
Si vous pensez que ces points ont été résolus, vous pouvez retirer ce bandeau et améliorer la mise en forme d'un autre article.
Pour les articles homonymes, voir Marton.
Ne doit pas être confondu avec Edvin Marton.
Ervin Marton, né le 17 juin 1912 à Budapest en Hongrie et mort le 30 avril 1968 à Paris en France, est un artiste et photographe franco-hongrois.

## Biographie
Ervin Marton est le fils d'István Preisz et de Janka Csillag, et a deux sœurs. Dès son enfance, Marton montre du talent pour le dessin. Pendant son adolescence, il développe un intérêt pour la photographie, sans jamais recevoir de formation formelle.

### Jeunesse et éducation
Après avoir obtenu son baccalauréat, Marton poursuit ses études à Budapest à l'École de dessin OMIKE (en hongrois Országos Magyar Izraelita Közművelődési Egyesület : Association nationale de culture publique israélite hongroise), sous la direction de l'artiste Manó Vestróczy. Il fréquente également l'Institut des Arts et métiers de Budapest de 1934 à 1937. Durant les étés de 1935 à 1937, Marton séjourne à Kalocsa, située à environ 145 kilomètres au sud de Budapest, où il se passionne pour la culture des Roms, qu'il représente dans ses dessins, peintures et photographies.
Cousin par alliance, Lajos Tihanyi (1885–1938), membre du groupe d'artistes hongrois Les Huit (Nyolcak) de Budapest, a une influence notable sur Ervin Marton. Tihanyi émigre à Vienne en 1919, puis à Berlin, avant de s'établir à Paris en 1924, rejoignant d'autres artistes hongrois tels que Brassaï et André Kertész. Quand Ervin Marton arrive à Paris en 1937, Tihanyi l'introduit dans son vaste réseau d'artistes.
Pendant la Seconde Guerre mondiale, comme de nombreux autres Hongrois, Marton rejoint la Résistance française à l'occupation nazie. Il participe à des projets d'aide aux réfugiés, d'impression de communications clandestines pour maintenir le moral, et de fabrication de faux papiers pour aider les gens à échapper aux nazis. Ervin Marton sera décoré de la Médaille de la France libérée par le gouvernement français.

## Carrière
Dans les années 1930, Marton a eu sa première exposition dans des galeries à Budapest, alors qu'il était au début de la vingtaine. Son exposition d'art graphique en 1936 à la galerie Műterem (Studio) avec Aladár Farkas a été louée par le critique Artur Elek de la Nyugat, et les écrivains Mária Dutka et Ödön Gerő. Edit Hoffman a acheté plusieurs œuvres de Marton de l'exposition pour ce qui est devenu la Galerie Nationale Hongroise (Magyar Nemzeti Galéria). Jusqu'à la mort de son père en 1946, Marton signait fréquemment ses œuvres en utilisant le nom de son père Preisz comme nom de famille (Ervin Preisz), ou parfois en utilisant Paal (Paul).
Marton a été intrigué par le mouvement croissant de l'Espéranto et son concept selon lequel l'utilisation d'une langue pourrait rapprocher les gens. Il a accepté une commande pour une série de timbres célébrant les idéaux espérantistes.

### Années de guerre à Paris
En 1937, Marton s'est installé à Paris, un centre pour les artistes et écrivains de toute l'Europe et un refuge pour les Juifs souffrant d'antisémitisme dans leurs terres natales d'Allemagne et d'Europe de l'Est. Il est devenu partie intégrante du cercle vibrant d'artistes émigrés hongrois. Marton a continué ses études également. Il a suivi des cours de peinture et de sculpture à l'École des Beaux-Arts.
Grâce à son cousin, le peintre Lajos Tihanyi (décédé en 1938), Marton fait connaissance avec le photographe Brassai et l'écrivain György Bölöni,. Marton a également noué des liens avec l'écrivain Andor Németh et le peintre Bertalan Pór. Ce dernier faisait partie de Les Huit avec Tihanyi à Budapest avant la Première Guerre mondiale, et les deux hommes étaient également amis de Brassaï. Bien que Kertész ait émigré à New York en 1936, lui et Marton sont devenus amis lors de ses voyages réguliers en Europe.
Pendant l'occupation Marton faisait partie de nombreux immigrants qui ont rejoint la Résistance française, travaillant dans un petit groupe avec d'autres Hongrois et étrangers, dont beaucoup étaient juifs. Dans le cadre du groupe Francs-tireurs et partisans (FTP-MOI) dans la région métropolitaine de Paris, Marton a dessiné et distribué de nombreux tracts clandestins, que la plupart des groupes partisans produisaient pour maintenir le moral civil.
En collaboration avec l'artiste József Strémi, dans les années 1940, Marton a créé le design pour un timbre pour célébrer le poète Sándor Petőfi, renommé pour son rôle pendant la Révolution hongroise de 1848. En 1954, un catalogue a été publié à Paris montrant l'importance des communications clandestines, mais répandues, par le FTP-MOI et d'autres groupes.
Marton a également participé avec Lajos Papp à plusieurs actions à haut risque pour préparer de faux documents pour des personnes recherchées et les aider à se cacher des nazis. Parmi ceux aidés figuraient un écrivain allemand déserteur, et l'artiste hongrois Ferenc Varga. (Un ami de Marton, Varga était le neveu du célèbre romancier Zsigmond Móricz.)
De nombreux jeunes artistes et intellectuels juifs hongrois faisaient partie de la Résistance, y compris le peintre Sándor Józsa, le sculpteur István Hajdú (Étienne Hajdu), les journalistes László Kőrösi et Imre Gyomrai, les photographes Andras (André) Steiner et Lucien Hervé (alors citoyen français), et l'imprimeur Ladislas Mandel.
Trois Hongrois de confession juive faisaient partie du Groupe Manouchian, devenu légendaire dans les événements de l'Affiche rouge. Ils ont été capturés, soumis à un procès spectacle, condamnés et exécutés avec 18 de leurs camarades en 1944,. Les Allemands ont distribué des affiches pour publiciser leur capture, les décrivant comme des criminels ; les citoyens ont utilisé les affiches comme symboles de ralliement pour l'opposition, les marquant « Mort pour la France ! » après les exécutions du groupe. Marton a créé une image graphique pour le Phenix, un pamphlet clandestin publié en avril 1944 par le Magyar Szemle (Revue Hongroise), pour commémorer les trois Hongrois tués du Groupe Manouchian,. Jorge Semprún, un écrivain espagnol qui a également servi dans la Résistance, a fait référence au groupe de Marton dans un roman d'après-guerre sur cette période.
Marton a pu protéger une grande partie du travail de Tihanyi et du sien pendant la guerre, aidé par ses amitiés avec Brassai et Bölöni, qui ont organisé le stockage. Leur soutien à l'art hongrois s'est poursuivi après la guerre. En 1965, Kertész, Brassai et de la Frégonnière ont aidé à transférer le travail de Tihanyi, Marton et d'autres artistes hongrois à la Galerie Nationale Hongroise, fondée en 1957.
(Bien que les parents de Marton aient survécu à la Shoah à Budapest, ils ont été affaiblis par la privation et sont morts de pneumonie peu après la fin de la guerre. Ses deux sœurs ont été sauvées par Raoul Wallenberg, mais le bébé de l'une est décédé pendant la guerre.)

## Années d'après-guerre
L'activité artistique à Paris a rapidement repris dans les années après la guerre. De 1944 à 1946, Marton a travaillé avec Bölöni et Por dans la réorganisation de la Maison Hongroise, un centre culturel pour les artistes émigrés. La communauté a organisé ses propres expositions et discussions. Il a été invité à participer à de nombreuses expositions de groupe, parmi lesquelles en 1947 figuraient les Expositions surréalistes à la Galerie Maeght. Cette année-là, il a également eu des œuvres dans l'exposition École de Paris à Londres, sa première exposition dans cette ville.
Marton a également été présenté dans des expositions solo : en 1948, la Galerie Palmes a organisé une rétrospective de son travail. La préface du catalogue a été écrite par Louis Cherronnet, critique pour le magazine Arts, qui était un partisan du travail de Marton. En 1953, la Galerie St. Jacques a donné à Marton une exposition solo. Dans la préface du catalogue, l'écrivain Blaise Cendrars a décrit Marton comme "l'as de la photographie en noir et blanc".
De son travail dans les années 1940 et 1950, Marton est internationalement reconnu comme l'un des maîtres de la photographie de rue, capturant les gens dans leur vie quotidienne. En 1965, il a eu une exposition solo en Italie au Circolo Fotografia Milanese (Club de Photographie de Milan). En plus de la photographie, Marton a continué à travailler dans d'autres formes d'art : peinture, art graphique et sculpture.
Les solides connexions hongroises au sein de la communauté artistique parisienne ont continué à prospérer. Dans les années d'après-guerre, Marton a aidé de nouveaux artistes, par exemple, en enseignant des techniques de photographie à l'immigrant hongrois Michael Peto et en l'encourageant au début de sa carrière. Peto est retourné à Londres, où il s'est développé en tant que photojournaliste internationalement reconnu à part entière.

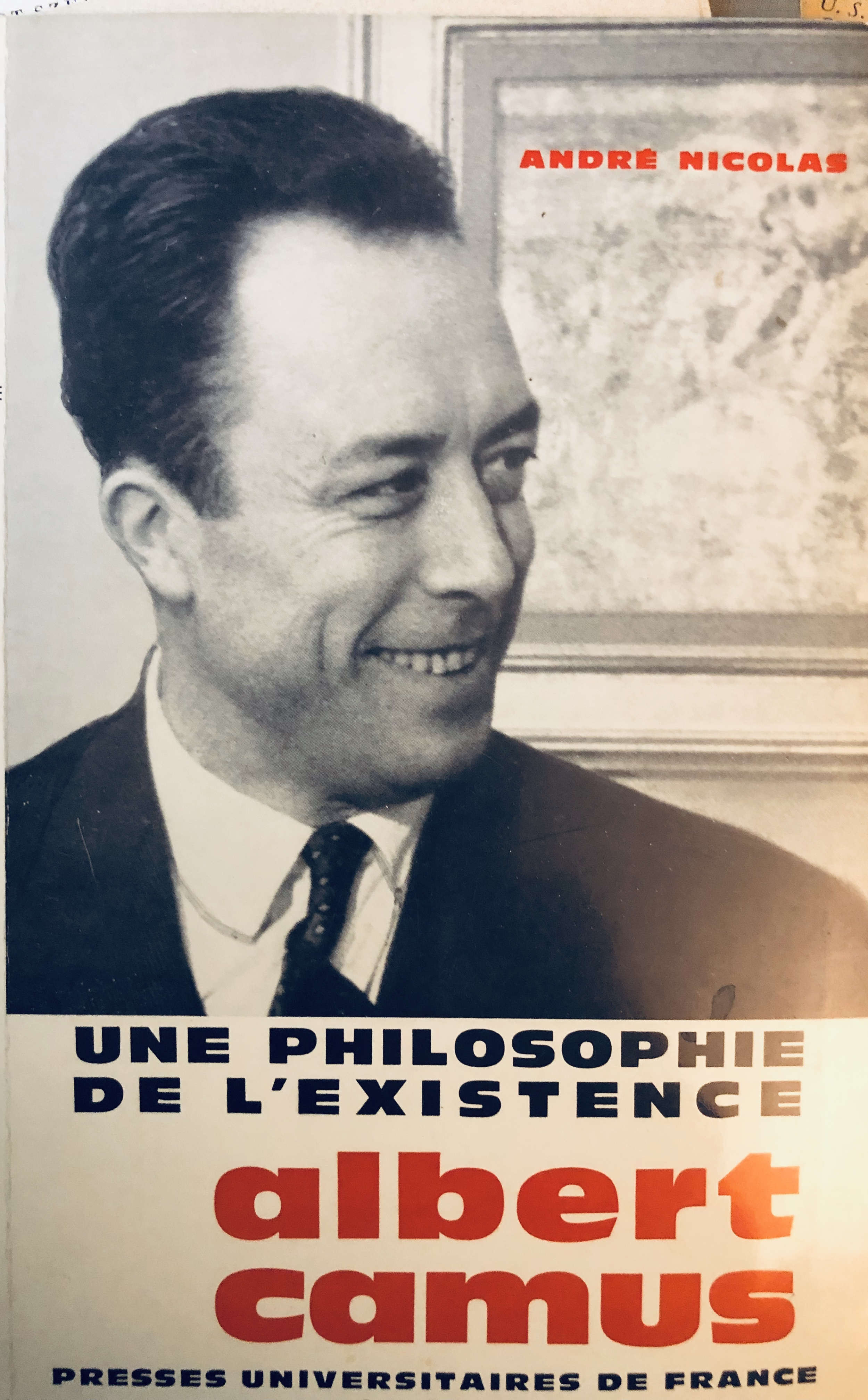
« Camus par Marton », photographie de couverture prise par Ervin Marton pour le livre d'André Nicolas, Une philosophie de l'existence, Albert Camus, Presses universitaires de France, 1964.

## Mariage et famille
Après la guerre, Marton rencontre son épouse, Martha Rudas, originaire elle-aussi de Budapest. Issue d'une longue lignée de rabbins et de leurs épouses, elle passe les années de guerre à Budapest, cachée dans une pièce avec ses deux sœurs et une nièce en bas âge. Son premier mari György Rudas décède pendant la guerre alors qu'il travaille dans un groupe de travail forcé.
Marton et Martha ont deux fils ensemble, Pier (artiste des nouveaux médias, professeur et écrivain), et Yves (anthropologue qui a également enseigné la capoeira).

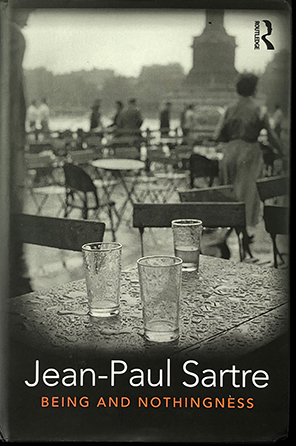
« Conversation interrompue, Place de la Bastille, vers 1950 » – Photographie de couverture d'Ervin Marton pour l'édition anglaise de L’être et le néant de Jean-Paul Sartre (Routledge, 2018).

## Commandes et reconnaissance
Ervin Marton est un photographe internationalement reconnu pour ses portraits de figures-clés dans les domaines de l'art, de la littérature et des sciences qui travaillent et créent à Paris, ainsi que pour ses photographie de rue. Son travail est régulièrement exposé de son vivant à Paris, ainsi qu'à Budapest, Londres et Milan. Ses œuvres sont conservées par la Galerie nationale hongroise à Budapest, la Bibliothèque nationale à Paris, le Musée hongrois de la photographie à Kecskemét, ainsi que par des collectionneurs privés en Europe et aux États-Unis.
La reconnaissance artistique de Marton a conduit à de nombreuses opportunités de travail. Son carnet de commande comprend : des affiches et des brochures pour les Offices de tourisme nationaux français ; un album de photographies sur l'Autriche pour Le guide bleu (Paris : Hachette, 1959) ; le dictionnaire Larousse ; l'éditeur Sun pour divers travaux ; des photos pour accompagner la poésie de Maurice Fombeure pour un livre conjoint sur Paris, intitulé Paris m’a souri (1959, Alpina). 
André Malraux, le ministre français des Affaires culturelles (1959–1969), commande régulièrement à Marton des projets photographiques. Au cours des années 1940 à 1960, une période où les magazines publient des essais photo étendus, la photographie de Marton est présente dans de grands périodiques français tels que Paris-Match, Regard, Lettres françaises, et Point de vue. Son travail est publié internationalement dans U.S. Camera and Travel; Photography Year-book (Londres) et des publications japonaises. Les critiques louent son travail dans Arts, Le Monde, Regard, et Le Canard Enchaîné, et sur le réseau radio français. Par exemple, le critique Georges Besson ne cache pas son admiration dans Lettres françaises.
Marton est sélectionné comme photographe pour le catalogue d'art, Peintres Témoins de leur Temps. En outre, ses portraits des écrivains et artistes Jean Cocteau, Marc Chagall, Paul Léautaud, François Mauriac et Pablo Picasso, parmi d'autres, ont été exposés à la Bibliothèque Nationale (Bibliothèque Nationale). Ces portraits, ainsi que ceux de Jacques Prévert, Darius Milhaud, Albert Schweitzer, Jean Genet, Albert Camus, Charlie Chaplin, Gaston Bachelard, Yves Montand, Juliette Gréco, Leonor Fini, Tsugouharu Foujita et Marcel Jouhandeau, ont reçu des éloges critiques. Aujourd'hui, la Bibliothèque Nationale conserve et conserve de nombreuses photographies de lui.
Le 30 avril 1968, Ervin Marton décède subitement d'une hémorragie cérébrale à Paris. À 55 ans, il laisse derrière lui sa femme et ses deux fils. À l'époque, la Galerie nationale hongroise préparait une exposition rétrospective de son travail. Après sa mort, les conservateurs ont adapté l'exposition et l'ont présentée en 1971 comme un hommage à Marton et rétrospective. Ils ont publié le catalogue de l'exposition cette année-là : Eva N. Pénzes, Exposition commémorative Ervin Marton. En plus de sa photographie, la Galerie Nationale conserve l'une de ses peintures et des œuvres en art graphique. Le travail de Marton a été collecté par la Galerie Nationale Hongroise, la Bibliothèque Nationale, des collectionneurs privés et des grandes entreprises.[réf. nécessaire]
Depuis l'ouverture du Musée Hongrois de la Photographie (Magyar Fotográfiai Múzeum) en 1991, il a également collecté le travail de Marton. En 2004, le musée a présenté le photographe dans une exposition rétrospective solo. Le musée s'intéresse particulièrement aux photographes hongrois tels que Marton, qui ont acquis une réputation internationale tout en travaillant dans d'autres pays.
Après la mort de Marton, sa famille a fait don de sa sculpture à la Szombathely Képtár à Szombathely en Hongrie. Fondée en 1985, la galerie présente principalement des artistes du XXe siècle et plus tard. En 1992, elle a eu deux expositions des photographies de Marton, 80 Eves et Afterimages.

## Publications
- L’Autriche, photographies d'Ervin Marton, texte de Jean Mistler, Paris, Hachette, coll. « Les Guides Bleus », 1958.
- Paris m’a souri, photographies d'Ervin Marton, texte de Maurice Fombeure, Paris, Éditions Alpina, coll. « Tableaux de la France », 1959, 143 p. (En ligne sur Gallica)[24].
- Edith Balas, Joseph Csáky : Un pionnier de la sculpture moderne, Philadelphie, PA : American Philosophical Society, 1998, couverture et frontispice, photo par Ervin Marton ; plus quatre de ses photos à l'intérieur

## Expositions
L'intérêt renouvelé pour les artistes hongrois du Paris du XXe siècle a généré d'importantes expositions au XXIe siècle d'Ervin Marton et de ses contemporains. Celles-ci incluent des expositions à Vienne, Autriche (2004) ; et Kecskemét (2004) et Budapest, Hongrie (2007 et 2010). La photographie de rue de Paris par Marton a été exposée en Californie (2009) avec celle des photographes du XXe siècle Inge Morath et Max Yavno.[citation nécessaire] En 2010–2011, les photos de nus féminins de Marton ont été exposées avec celles d'autres artistes hongrois à l'Institut hongrois de Paris.
- 1945 – Galerie Arts, Paris
- 1947 – École de Paris, Galerie Bussy, Londres
- 1947 – Expositions surréalistes, Galerie Maeght, Paris
- 1948 – Ervin Marton : exposition solo, Galerie Palmes, préface du catalogue par Louis Cheronnet
- juillet 1953 : Galerie Saint-Jacques, Paris[25]
- 1956 – Art et Résistance, Salon d’Hiver, Paris
- 1965 – Circolo Fotografia Milanese, Italie – exposition solo
- 1971 – Ervin Marton : Exposition commémorative, Galerie Nationale Hongroise. Le catalogue comprenait les expositions suivantes de son travail[20] :
- mai-juin 1992 — Marton Ervin : 80 éves (80 ans) ; Utóképek (Afterimages)
- puis septembre – octobre 1992 : Mini Galéria, Szombathely Képtár[26]

- Juin 2004 – Ervin Marton : Exposition de l'œuvre de sa vie, Musée hongrois de la Photographie, Kecskemét[27]
- 3 novembre - 30 novembre 2004 : Double voyages : Photographies hongroises du monde entier, Collegium Hungaricum - Institut Culturel Hongrois, Vienne, Autriche[28].
- 25 juin - 26 août 2007 – Paris en hongrois – Maison Mai Manó, Maison hongroise de la Photographie, Budapest : photographies de Paris par des artistes hongrois y vivant : Lajos Dobos, André Kertész, Ervin Marton, Márta Rédner, János Reismann, Miklós Rév, György Stalter, et Gyula Zaránd..
- 2009 – Photographie du XXe siècle : Sélections de la Collection d'Art Wachovia Securities (maintenant Wells Fargo Collection), Centre Art Museum, Escondido, Californie[29]
- 17 avril - 15 août 2010 – Art en Exil série : Retour tardif, Mémorial de l'Holocauste (HDKE), Budapest, exposition de groupe de nombreux artistes hongrois travaillant à l'étranger au XXe siècle[14]
- 5 novembre 2010 - 29 janvier 2011 – formELLES – La femme dénudée dans la photographie hongroise, Institut hongrois / Galerie Vasarely, Paris
- 14 mai - 3 juillet 2015 — Ervin Marton : Paris, les années d'après-guerre, Galerie Cohen, Los Angeles[30]
- 2 juin - 16 juillet 2016 — Émeric Feher et ses amis : Stephen Deutsch, Ervin Marton et André Steiner, Institut Hongrois, Paris[31].

## Prix et distinctions
- Médaille de la Libération (Médaille de la Libération française)[réf. nécessaire].